# Sonnette (vélo)
Pour les articles homonymes, voir Sonnette.
Une sonnette de bicyclette ou une sonnette de vélo est un petit instrument de percussion monté sur le guidon d'une bicyclette et généralement actionné avec le pouce. Elle permet d'avertir les piétons et les cyclistes car un vélo est silencieux, contrairement à la plupart des autres moyens de transport. La sonnette est un dispositif de sécurité obligatoire sur tous les vélos dans certains pays (ex. : code de la route en France,).
Elle est le plus souvent métallique, de forme circulaire, munie éventuellement d'un couvercle. Sur un modèle simple, un petit levier, associé à un mécanisme de rappel, frappe le corps résonant de la sonnette, ce qui génère un son.

## Galerie

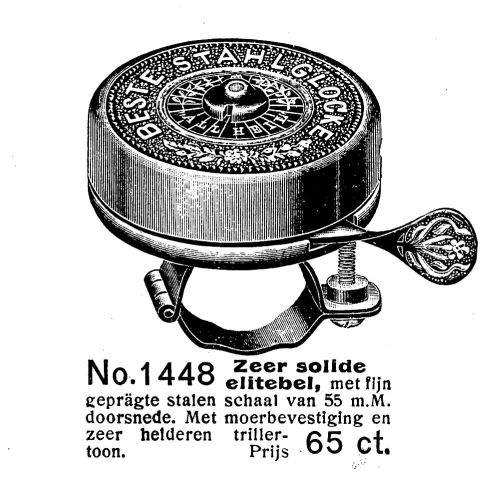
Modèle historique.
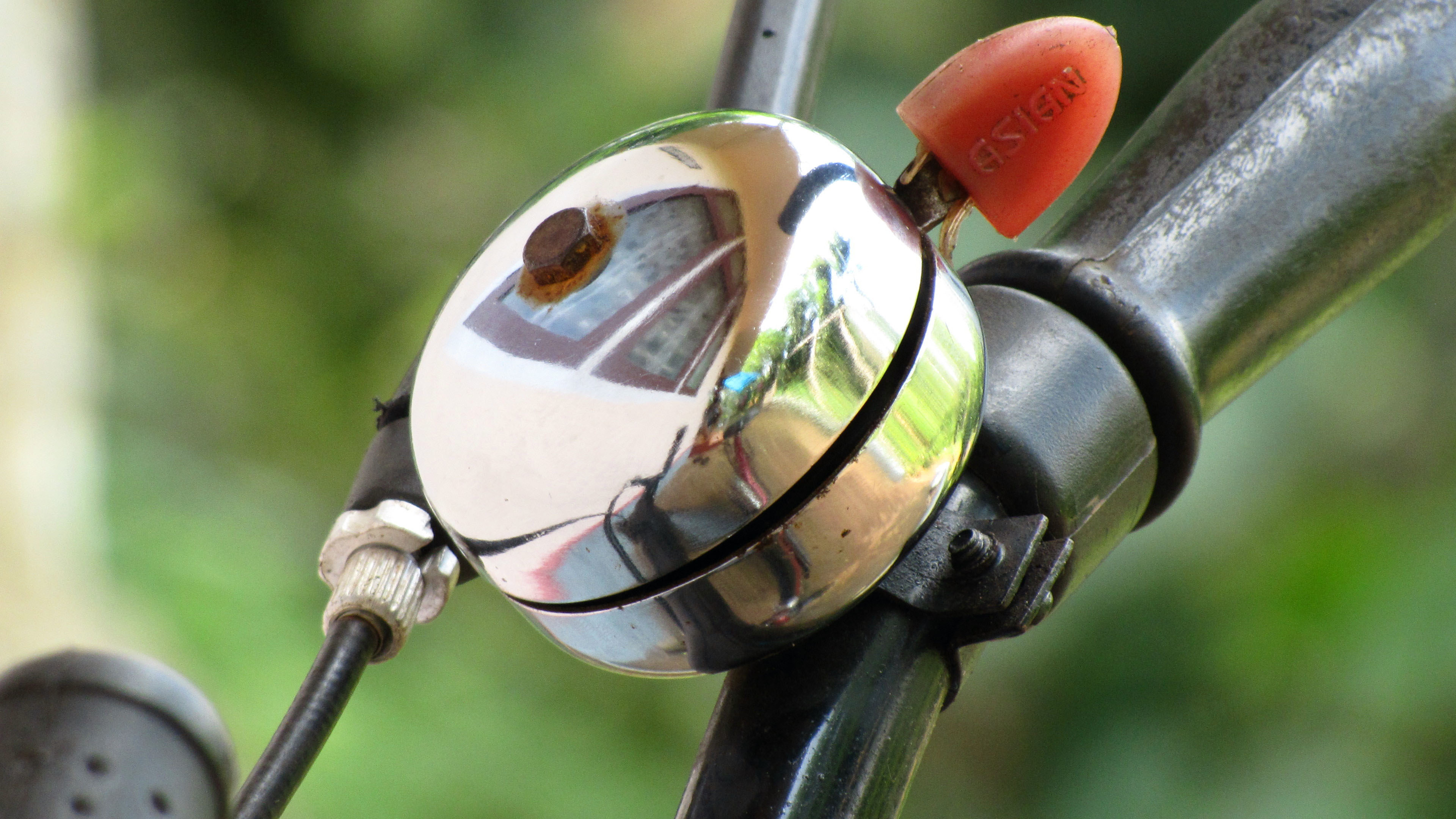
Modèle avec couvercle.
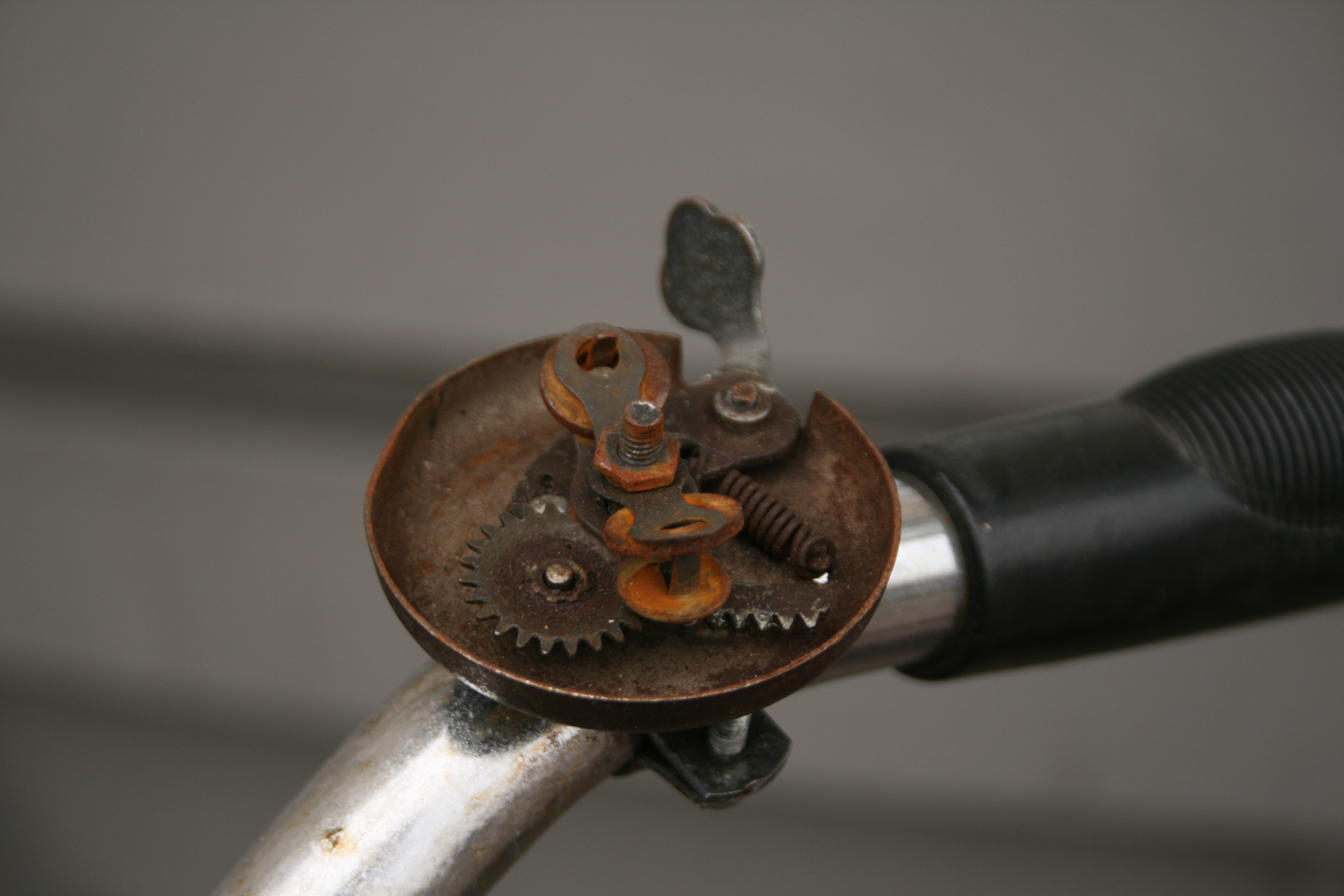
Intérieur d'un modèle avec couvercle.
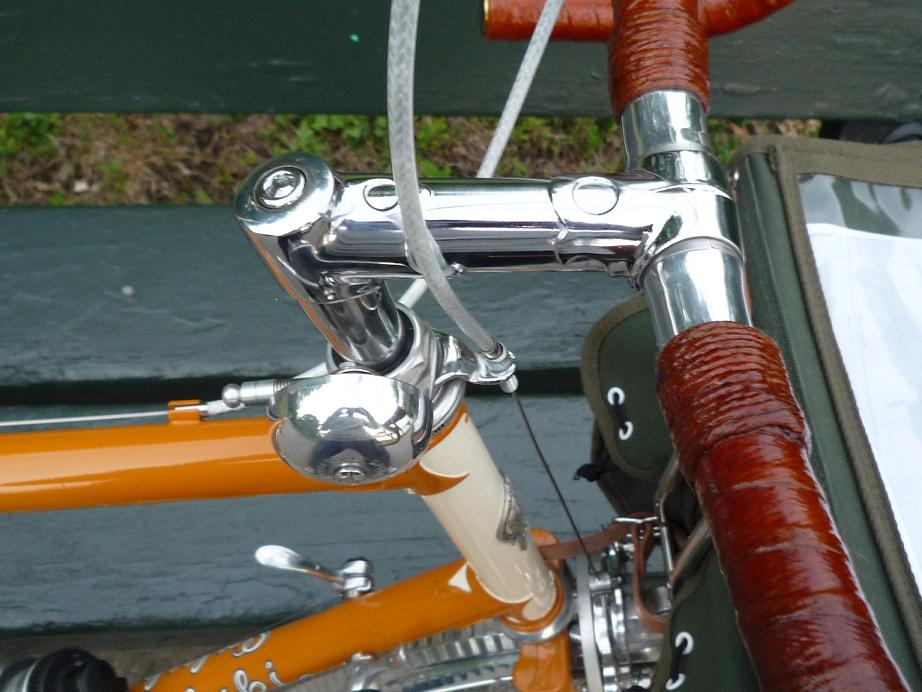
Modèle ouvert.